# 张有萱
张有萱（1913年8月—2001年2月16日），男，奉天大连人，中华人民共和国政治人物。

## 生平
1937年，毕业于旅顺工科大学机械系，1937年9月参加八路军，129师司令部二科参谋，鲁南军区政治部敌工科科长、敌工部部长、联络部部长，鲁南军区指挥部政治办公室副主任兼军务部部长。中华人民共和国成立后，担任第六机械工业部常务副部长，中国船舶工业总公司副董事长兼广州船舶工业公司董事长。
2001年2月16日在北京逝世，享年90岁。